# Champ Bailey
Roland "Champ" Bailey (født 22. juni 1978 i Folkston, Georgia, USA) er en amerikansk footballspiller, der spiller i NFL som cornerback for New Orleans Saints. Bailey kom ind i ligaen i 1999 og har tidligere repræsenteret Denver Broncos og Washington Redskins. Han er storebror til linebackeren Boss Bailey, der også spiller for Broncos.
Bailey regnes ofte som en af de bedste cornerbacks i ligaen, og ikke mindre end 12 gange er han blevet udtaget til Pro Bowl, NFL's All Star-kamp.

## Klubber
- 1999-2003: Washington Redskins
- 2004-2013: Denver Broncos
- 2014-: New Orleans Saints